# Офицерски кандидат
Офицерски кандидат (OК, в НАТО OF(D) ) е петото и най-висше сержантско звание в Българската армия, което се присвоява на особено отличил се старшина с дългогодишна служба. 
| Военни звания    |                    |                   |
| младши: Старшина | Офицерски кандидат | старши: Лейтенант |

За присвояването на званието не се изисква висше образование, за разлика от офицерските звания. 
За негов аналог в руската армия може да се считат званията:
- Зауряд-прапорщик (1891–1912 г.) и
- Прапорщик / Старши прапорщик (от 2010 г.).

В армиите на САЩ и Великобритания аналогични са званията OR-9:
- Сухопътни войски: „кадет сержант“ (cadet sergeant)
- Военновъздушни сили

-  САЩ: „авиационен кадет“ (aviation cadet) и „старшина офицер“ (warrant officer – уорънт офисър)
-  Обединено кралство: „действащ пробен офицер“ (acting pilot officer – актинг пайлът офисър)

- Военноморски сили: мичман (midshipman – мидшепмен)

Като командир на взвод работата на офицерския кандидат е по-близка до тази на офицерите, отколкото до сержантите, поради което често той бива погрешно определян като част от младшия офицерски състав. За това допринася и фактът, че пагонът на офицерския кандидат е същият като на младшите офицери, но без (четирилъчни) звезди по него.